# Enrico Graber
Enrico Graber (Valdaora, 17 giugno 1948) è un ex slittinista italiano.

## Biografia
Nato nel 1948 a Valdaora, in Alto Adige, è fratello di Giovanni Graber, anche lui slittinista, suo compagno di doppio durante la carriera, partecipante anche alle Olimpiadi di Innsbruck 1964, oltre a quelle di 4 anni dopo.
Nel 1964 ha conquistato due medaglie agli Europei juniores di Kufstein, vincendo un bronzo nel singolo, chiudendo dietro al connazionale Ernesto Mair e al tedesco occidentale Florian Aschauer e trionfando invece nel doppio con Ernesto Mair.
A 19 anni ha partecipato ai Giochi olimpici di Grenoble 1968, nel doppio insieme al fratello Giovanni, arrivando 8º con il tempo totale di 1'38"15 (49"01 nella 1ª manche, 49"14 nella 2ª).
È arrivato tra i primi dieci ai Mondiali, in quattro partecipazioni, a Hammarstrand 1967, 7º in 1'41"16 con Giovanni Graber, e a Valdaora 1971, 7º con il tempo di 1'23"54 insieme a Karl Brunner. Agli Europei si è piazzato 12º nel doppio e 26º nel singolo a Schönau am Königssee 1967 e 7º nel doppio e 19º nel singolo a Imst 1971.
Dopo la chiusura della carriera su pista artificiale nel 1971, a 23 anni, ha iniziato la carriera su pista naturale, che l'ha portato a vincere due medaglie mondiali (un oro e un bronzo nel singolo) e nove europee (due ori e un argento nel singolo, due ori, tre argenti e un bronzo nel doppio).

## Palmarès

### Campionati europei juniores
- 2 medaglie:
  - 1 oro (Doppio a Kufstein 1964)
  - 1 bronzo (Singolo a Kufstein 1964)